# پلی‌سیستین ۱
پلی‌سیستین ۱ (انگلیسی: Polycystin 1) یک پروتئین است که در انسان توسط ژن «PKD1» کُدگذاری می‌شود.
جهش در این ژن با بروز «بیماری پلی‌کیستیک کلیه اتوزومال غالب» که نوعی اختلال ژنتیکی شدید کلیه است، در ارتباط است که طی آن، کیست‌های متعدد در کلیه به‌وجود می‌آید و سبب بروز اختلال شدید عملکرد در آنها می‌شود.